# Vittangi distrikt
Vittangi distrikt är ett distrikt i Kiruna kommun och Norrbottens län. Distriktet ligger omkring Vittangi i norra Lappland och gränsar till Norge.

## Tidigare administrativ tillhörighet
Distriktet inrättades 2016 och utgörs av en del av Jukkasjärvi socken i Kiruna kommun.
Området motsvarar den omfattning Vittangi församling hade vid årsskiftet 1999/2000 och som den fick 1913 efter utbrytning ur Jukkasjärvi församling.

## Tätorter och småorter
I Vittangi distrikt finns två tätorter och fyra småorter.

### Tätorter
- Svappavaara
- Vittangi

### Småorter
- Lainio
- Lannavaara
- Masugnsbyn
- Övre Soppero